# 輔匡
輔匡（2世紀—？），字元弼，三國時期蜀漢將領。荊州襄陽郡人。

## 生平
211年，輔匡跟隨劉備入蜀、214年益州平定後被任命為巴郡太守。
222年，劉備東征進軍至夷道縣猇亭，以輔匡、傅肜、趙融、廖化等各為別督，與陸遜率領的吳軍相對峙。同年六月，劉備軍被陸遜擊敗，輔匡隨劉備退回蜀中。
建興年間（223-237年），輔匡升任為鎮南將軍，官至右將軍，封中鄉侯，後事蹟不顯。從季漢輔臣贊記述費觀的部分可知輔匡的年齡和地位與李嚴相次。

## 評價
- 楊戲：“鎮南粗強，監軍尚篤，並豫戎任，任自封裔。”[4]